# Hardt
Hardt es un municipio alemán perteneciente al distrito de Rottweil en el estado federado de Baden-Wurtemberg. Tiene unos 2650 habitantes y el territorio municipal comprende 1.061 ha. Está ubicado a una altitud de 800 - 900 m s. n. m. en el altiplano homónimo, el Hardt, en el este de la Selva Negra Central, aproximadamente 15 km al oeste de Rottweil.

## Puntos de interés
- Parque de Atracciones Hardt